# علند عملاق
عَلَند عملاق (الاسم العلمي: Taurotragus derbianus) نوع من الظباء من فصيلة البقريات يعيش في الغابات المفتوحة والسافانا. وصف لأول مرة في عام 1847 من قبل جون إدوارد غراي. يعتبر العلند العملاق أكبر أنواع الظباء، حيث يتراوح طول جسمها بين 220–290 سنتيمتر (87–114 بوصة).
العلند العملاق من الحيوانات العاشبة، يأكل الأعشاب وأوراق الشجر والفروع. عادة ما يعيش على شكل قطعان صغيرة تتكون من 15-25 فردًا من الذكور والإناث. العلند العملاق ليست إقليمية، ولها نطاقات منزلية كبيرة. العلند العملاق حذِرٌ بشكل طبيعي، مما يجعل الاقتراب منه ومراقبته أمرًا صعبًا. يمكن أن تصل سرعته إلى 70 كيلومتر في الساعة (43 ميل/س) وهو يستخدم هذه السرعة كدفاع ضد الحيوانات المفترسة. يحدث التزاوج على مدار العام ولكنه يبلغ ذروته في موسم الأمطار. يعيش العلند العملاق في الغالب في السافانا عريضة الأوراق والغابات.
موطن العلند العملاق هو الكاميرون وجمهورية إفريقيا الوسطى وتشاد وجمهورية الكونغو الديمقراطية وغينيا ومالي والسنغال وجنوب السودان. لم تعد موجودة في غامبيا وغانا وساحل العاج وتوغو. يمكن العثور عليها أيضًا في حديقة جوس للحياة البرية في نيجيريا وغينيا بيساو وأوغندا بسبب الصيد الجائر ونقص الإدارة المهنية للحياة البرية. تم إدراج الأنواع الفرعية مع حالات حفظ مختلفة من قبل الاتحاد الدولي للحفاظ على الطبيعة (IUCN).

## الوصف

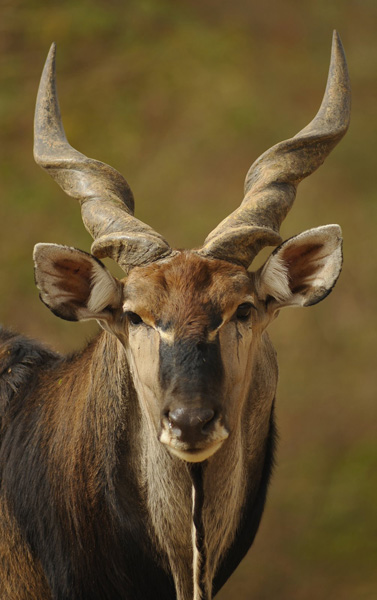
العلند العملاق له قرون متصاعدة بإحكام على شكل حرف V.

العلند العملاق عبارة عن ظباء ذات قرون حلزونية. على الرغم من الاسم الشائع لهذا النوع، إلا أنه يتداخل بشكل كبير في الحجم مع العلند الشائع (Taurotragus oryx). ومع ذلك، فإن العلند العملاق أكبر إلى حد ما في المتوسط من العلند الشائع وبالتالي فهو أكبر أنواع الظباء في العالم. يبلغ طوله عادة بين 220 و 290 سنتيمتر (7.2 و 9.5 قدم) وارتفاعه تقريبًا من 130 إلى 180 سنتيمتر (4.3 إلى 5.9 قدم) عند الكتف. تُظهر العلند العملاقة إزدواج الشكل الجنسي، حيث أن الذكور أكبر من الإناث. وزن الذكور 400 إلى 1,200 كيلوغرام (880 إلى 2,650 رطل) والإناث تزن 300 إلى 600 كيلوغرام (660 إلى 1,320 رطل). الذيل طويل وله خصلة شعر داكنة ويبلغ متوسطه 90 سنتيمتر (35 بوصة) في الطول. يصل متوسط العمر المتوقع للعلند العملاق إلى 25 عامًا.
يتحول لون الغلاف الأملس إلى بني محمر إلى كستنائي، وعادة ما يكون أغمق عند الذكور من الإناث، مع 8-12 خطوط بيضاء عمودية واضحة المعالم على الجذع. لون معطف الذكر يزداد قتامة مع تقدم العمر. وفقًا لعالم الحيوان Jakob Bro-Jørgensen، يمكن أن يعكس لون معطف الذكر مستويات هرمون الأندروجين، وهو هرمون الذكورة، والذي يكون أعلى مستوياته أثناء التخثر.
تمتد قمة من الشعر الأسود القصير إلى أسفل العنق إلى منتصف الظهر، وهي بارزة بشكل خاص على الكتفين. الأرجل النحيلة أخف قليلاً على الأسطح الداخلية، مع وجود علامات بالأبيض والأسود فوق الحوافر مباشرة. توجد بقع سوداء كبيرة على أعلى الأرجل الأمامية. جسر الأنف أسود فحمي، ويوجد بين العينين خط رفيع غير واضح اللون. الشفاه بيضاء، وكذلك عدة نقاط على طول خط الفك. ينشأ الخيط المتدلي، الذي يكون أكبر عند الذكور من الإناث، من بين الفكين ويتدلى إلى الجزء العلوي من الصدر عندما يصل العلند إلى مرحلة النضج الجنسي، مع وجود هامش من الشعر على حافته. تعمل آذان العلند العملاق كأجهزة إشارات. يتميز العلند العملاق بأرجل أطول نسبيًا من العلند الشائع، بالإضافة إلى علامات سوداء وبيضاء أكثر إشراقًا على الساقين والرسغ.
كلا الجنسين قد تصاعدت بإحكام على شكل قرون "V". يمكن أن تصل إلى 123 سنتيمتر (4.04 قدم) للذكور و66 سنتيمتر (2.17 قدم) للإناث. الذكور لها قرون أكثر سمكا في النهايات، وأطول، وأكثر تباعدا من قرون الإناث. تشير ميزات الأبواق هذه إلى أن العلند العملاق قد تطور من سلف له قرون عرض حقيقية.

## اقرأ أيضا
- قائمة مزدوجات الأصابع حسب العدد